# Naomi Schiff
Naomi Schiff, née le 18 mai 1994, est une pilote automobile et présentatrice de télévision rwandaise et belge. Elle est née en Belgique, d'un père belge et d'une mère rwandaise, a grandi en Afrique du Sud et vit maintenant à Paris,.
En 2020, elle est nommée comme ambassadrice de la diversité et de l'inclusion pour les W Series. Elle devient présentatrice télé de grands prix de F1, pour Sky Sports en 2022, et pour Canal Plus en 2023.

## Carrière
Naomi Schiff commence sa carrière dans les voitures de courses monoplaces à 16 ans en 2010 en Formule Volkswagen d'Afrique australe. Elle termine la saison à la 17e place avec seulement sept points. En 2011, elle participe aussi à quatre courses du trophée Bridgestone Special Open. Elle pilote pour l'équipe CK Racing mais n'a pas été classée[réf. nécessaire].
Après une pause d'un an, elle rejoint l'équipe RC Formula lors d'une manche de Formula Renault Eurocup 2020 sur la piste Circuit Motorland Aragon. Elle dispute également de la Supercar Challenge Superlights - SR3 avec l'équipe de GH Motorsport,,.
Naomi Schiff remporte la Clio Cup China Series en 2014 avec 135 points. La même année, elle participe également aux 24 Heures de Zolder. L'année suivante, elle remporte la KTM X-Bow GT4 avec son coéquipier Reinhard Kofler.
En 2018, elle participe aux 24 Heures du Nürburgring, terminant à la 2e place de la classe de 3.
En février 2022, elle présente le lancement de la voiture Mercedes AMG Petronas F1 Team pour la Mercedes W13 aux côtés de Natalie Pinkham. Le mois suivant, elle est annoncée comme co présentatrice d'une nouvelle émission de Sky Sports F1, Any Driven Monday et aussi fait partie de l'équipe de Sky Sports F1 en 2022,.
Le 20 juillet 2023, Canal Plus annonce que Naomi Schiff rejoint leur équipe F1 à partir du Grand Prix automobile de Hongrie 2023.
Elle fait partie de l'équipe de consultants de la chaîne Sky Sports F1 pour la saison 2025.

## Record de course

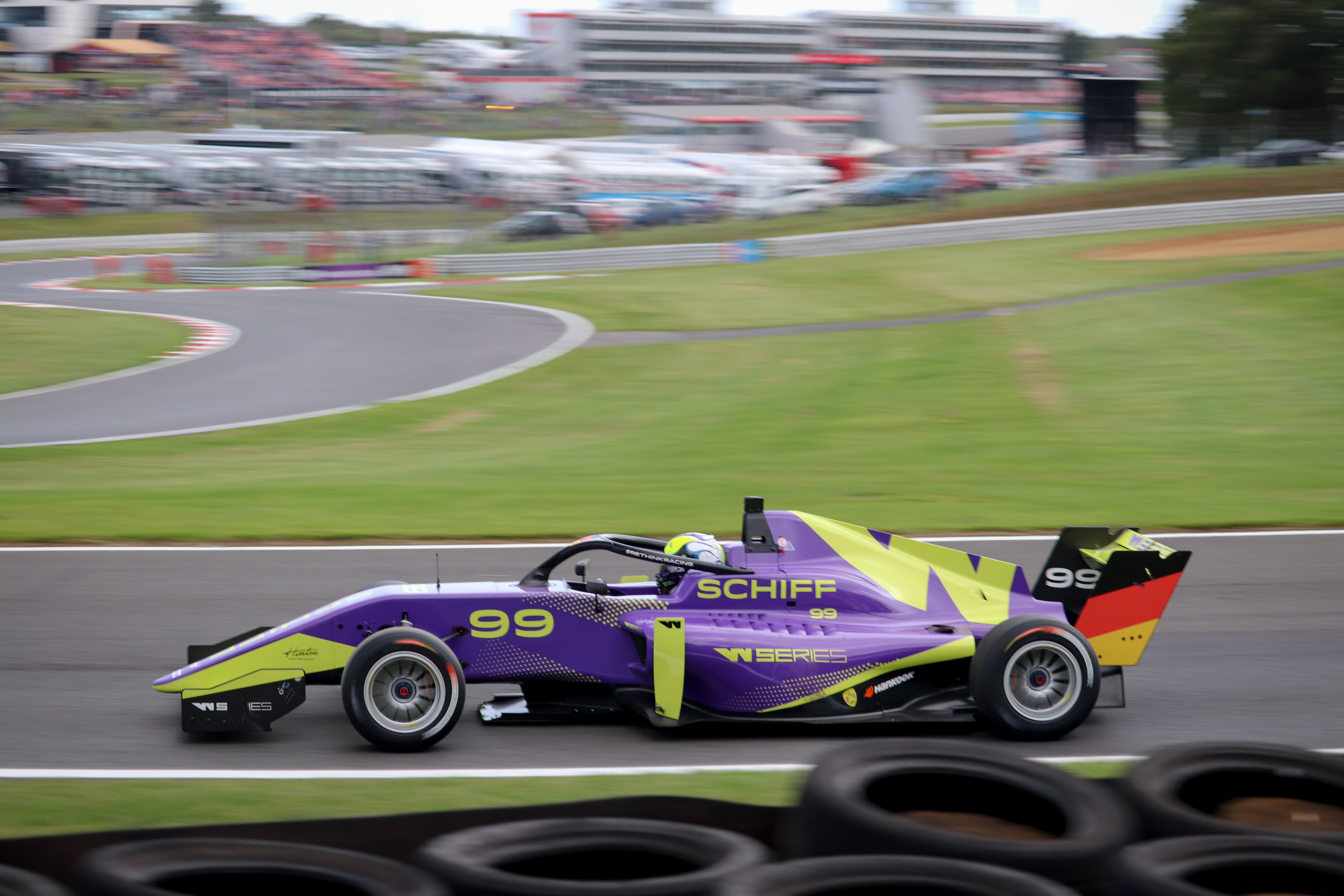
Naomi Schiff à la manche de W Series Brands Hatch en 2019

### Résumé de carrière
| Saison | Championnat                                  | Écurie             | Courses           | Victoires         | Poles             | Meilleurs tours   | Podiums           | Points            | Position          |
| ------ | -------------------------------------------- | ------------------ | ----------------- | ----------------- | ----------------- | ----------------- | ----------------- | ----------------- | ----------------- |
| 2010   | Formula Volkswagen South Africa Championship | Terry Moss Racing  | 6                 | 0                 | 0                 | 0                 | 0                 | 7                 | 17e               |
| 2013   | Asian Formula Renault Series                 | FRD Racing Team    | 2                 | 0                 | 0                 | 0                 | 0                 | 24                | 11e               |
| 2013   | Ferrari Challenge Asia-Pacific               | N/A                | 2                 | 0                 | 0                 | 0                 | 0                 | 2                 | 14e               |
| 2013   | Clio Cup China Series                        | N/A                | 4                 | 2                 | 3                 | 3                 | 3                 | 98                | 7e                |
| 2013   | Supercar Challenge - SR3                     | GH Motorsport      | 2                 | 0                 | 0                 | 0                 | 0                 | 20                | 11e               |
| 2013   | Eurocup Formula Renault 2.0                  | RC Formula         | 1                 | 0                 | 0                 | 0                 | 0                 | 0                 | 36e               |
| 2014   | Clio Cup China Series                        | N/A                | 10                | 7                 | 7                 | 8                 | 9                 | 318               | 1er               |
| 2015   | Blancpain GT Sports Club                     | Reiter Engineering | 2                 | 0                 | 0                 | 0                 | 0                 | 10                | 11e               |
| 2016   | GT4 European Series                          | RYS Team KISKA     | 2                 | 0                 | 0                 | 0                 | 0                 | 0                 | 33rd              |
| 2017   | GT4 European Series Northern Cup             | RYS Team WP        | 8                 | 0                 | 0                 | 0                 | 0                 | 14                | 28e               |
| 2017   | 24H Series - SP3-GT4                         | Reiter Engineering | 1                 | 0                 | 0                 | 0                 | 0                 | 0                 | 16e               |
| 2018   | 24H GT Series - SPX                          | True Racing        | 1                 | 0                 | 0                 | 0                 | 1                 | 0                 | NC†               |
| 2018   | 24 Hours of Nürburgring - Cup X              | True Racing        | 1                 | 0                 | 0                 | 0                 | 1                 | N/A               | 2e                |
| 2019   | W Series                                     | Hitech GP          | 6                 | 0                 | 0                 | 0                 | 0                 | 2                 | 16e               |
| 2021   | W Series                                     | Pilote de réserve  | Pilote de réserve | Pilote de réserve | Pilote de réserve | Pilote de réserve | Pilote de réserve | Pilote de réserve | Pilote de réserve |

† Conducteur invité inéligible pour marquer des points

### Résultats complets de la série W
( touche sur les courses en gras indiquent la pole position) (Les courses en italique indiquent le tour le plus rapide)
| Année | Équipe    | 1      | 2      | 3      | 4     | 5      | 6      | CC  | Points |
| ----- | --------- | ------ | ------ | ------ | ----- | ------ | ------ | --- | ------ |
| 2019  | Hitech GP | HOC 14 | ZOL 10 | MIS 18 | NI 10 | CUL 12 | BRH 15 | 16e | 2      |